# Allan Nørregaard
Allan Nørregaard (Kolding, 19 marzo 1981) è un velista danese.

## Palmarès

### Olimpiadi
- 1 medaglia:
  - 1 bronzo (Londra 2012 nella classe 49er)